# Aigle (Tochter des Helios)
Aigle (altgriechisch Αἴγλη Aíglē, deutsch ‚Glanz‘) ist eine Gestalt der griechischen Mythologie.
Aigle gehörte zu den Töchtern des Sonnengottes Helios, den sogenannten Heliaden. Ihre Mutter war entweder die Okeanide Klymene oder Rhode. Sie wurde mit ihren Schwestern nach dem Tod ihres Bruders Phaeton, den sie allzu sehr betrauerten, in Pappeln verwandelt.